# 久目村
久目村（くめむら）は、かつて富山県氷見郡にあった村。現在の氷見市久目地区で、市南西部の中山間地、山間地域を構成している。
村名は、池田の久目神社からとられた。

## 沿革
- 1889年（明治22年）4月1日 - 町村制の施行により、射水郡池田村、触坂（ふれさか）村、桑ノ院（くわのいん、現在は「桑院」）村、見内（みうち）村、岩瀬（いわがせ）村、棚懸（たながけ）村、坪池（つぼいけ）村、赤羽毛（あかはげ、現在は「赤毛」）村、老谷（おいだに）村の区域をもって、射水郡久目村が発足する。
- 1896年（明治29年）3月29日 - 郡制の施行のため、射水郡の区域から分立して、氷見郡が発足により、氷見郡に所属となる。
- 1915年（大正4年） - 大字赤羽毛村が大字赤毛村に改称[3]。
- 1954年（昭和29年）4月1日 - 氷見市に編入する。

## 歴代村長
出典→
1. 山岸又市（1889年5月25日 - 1901年4月19日）
2. 杉崎太平（1901年6月10日 - 1902年6月23日）
3. 飯原与七郎（1902年7月10日 - 1904年5月30日）
4. 浦今一（1904年6月18日 - 1908年6月22日）
5. 山本兵次郎（1908年6月24日 - 1909年6月17日）
6. 中江清（1909年8月23日 - 1912年2月20日）
7. 飯原周作（1912年8月30日 - 1920年2月26日）
8. 宝住弥八郎（1920年4月13日 - 1921年9月24日）
9. 山岸実（1921年12月28日 - 1925年12月3日）
10. 前田長蔵（1925年12月9日 - 1929年7月19日）
11. 徳宣鼎（1929年10月29日 - 1933年3月25日）
12. 守谷門蔵（1933年3月31日 - 1940年1月17日）
13. 川島憲一（1940年2月3日 - 1940年10月1日）
14. 山岸実（1940年12月6日 - 1944年12月5日）
15. 山岸実（1944年12月26日 - 1946年11月30日）
16. 大伴暁星（1947年4月6日 - 1948年11月8日）
17. 松浦良正（1948年12月6日 - 1952年12月5日）
18. 河嶋幸次（1952年12月15日 - 1954年3月31日）